# Albert Crémieux (historien)
Pour les articles homonymes, voir Albert Crémieux et Crémieux.
Albert Crémieux, né le 5 avril 1885 dans le 17e arrondissement de Paris, mort le 5 août 1954 à Neuilly-sur-Seine, est un intellectuel français d’origine juive, historien, codirecteur des éditions Rieder (1913-1932), directeur de la revue Europe (1924-1932), éducateur et directeur d'école.

## Éléments biographiques

### Avant la Première Guerre
Né Isaac Albert Crémieux, le 5 avril 1885 dans le 17e arrondissement de Paris, Albert Crémieux est le fils d’Abraham Crémieux (1854-1894) et Régine Carcassonne.
Les familles Crémieux et Carcassonne sont des familles juives, descendants des juifs du pape du Comtat Venaissin, mais Albert est élevé en dehors de toute préoccupation religieuse. Il reçoit en conséquence une formation humaniste et laïque.
Albert Crémieux habite à Nîmes jusqu’au décès de son père, en 1894, puis à Paris où il fait ses études secondaires au lycée Janson-de-Sailly. À partir de 1902, il poursuit des études d’histoire à la Sorbonne. À cette époque, il fait deux rencontres déterminantes : Jean-Richard Bloch qu’il rencontre à la Sorbonne et avec qui il se lia d’une profonde amitié, et Charles Péguy grâce à ses beaux-frères Émile et Henri Boivin. Ces deux rencontres le poussent à participer plus directement à la vie intellectuelle de son époque. En 1908, il est reçu 8e à l’agrégation et en 1911 soutient sa thèse (docteur ès lettres).
Il se marie le 25 novembre 1909, à Paris, avec sa cousine Suzanne Carcassonne. Ils n'auront pas d'enfants.
En 1911, il entre, grâce à Pierre Caron, dans la société d’édition « Édouard Cornély & Cie », qui en juin 1913, cède son fonds à l’un de ses principaux employés, Frédéric Rieder (1875-1933). Pierre Caron et Albert Crémieux deviennent les directeurs éditoriaux de la « Librairie F. Rieder & Cie ». Albert Crémieux fait alors publier par la librairie la revue de Jean-Richard Bloch, L’Effort libre.

### Première Guerre
En 1914, Albert Crémieux est mobilisé ainsi que son frère cadet Lucien. Il est blessé en 1915, reçoit deux citations et est décoré de la Médaille militaire. Il est libéré à l'armistice avec le grade de Sous-Lieutenant (il sera promu au grade de lieutenant de réserve en 1926), et est nommé chevalier de la Légion d'honneur, à titre militaire, en 1930.
Albert Crémieux sort du conflit profondément pacifiste et s’enthousiasme pour la révolution russe.

### Entre les deux Guerres
Il s'installe à la place Saint-Michel à Paris.
Il devient, avec Jean-Richard Bloch, jusqu'en 1932, le codirecteur des éditions Rieder.
En 1918, il reprend ses fonctions à la librairie, qui publie, entre autres, de nombreux auteurs de gauche et pacifistes. Il s’entoure de Jean-Richard Bloch et Léon Bazalgette, directeurs de collection.
En 1922, malgré les difficultés, il participe à la création de la revue Europe, inspirée par Romain Rolland. Le premier numéro paraît le 15 février 1923. Il y collabore régulièrement. Les problèmes que pose le secrétariat de rédaction de René Arcos et Paul Colin l’obligent à devenir le directeur de la revue en janvier 1924.
Il crée une collection Judaïsme, dont Edmond Fleg devient un des directeurs.
En 1927, sa fonction est vivement contestée par Romain Rolland qui critique le contenu de la revue. N’arrivant pas à imposer son autorité, il en laisse alors la direction effective à Jacques Robertfrance puis à Jean Guéhenno.
Dans le même temps, les difficultés commerciales de la maison d’édition l’obligent à partager la direction avec de nouveaux associés, avant de leur céder la totalité de la librairie en 1932.
En septembre 1932, il quitte la direction d’Europe, dans l’indifférence générale, et perd de vue Jean-Richard Bloch.
Ruiné, il part avec son épouse à Autouillet, où Suzanne Crémieux possède une maison, seul bien laissé par leurs créanciers.
Il fonde, en collaboration avec sa femme Suzanne, un cours privé à Autouillet. Pendant la guerre, protégé par la bienveillance des villageois, il poursuit ses activités sous le nom de Croet. Son école accueille alors des réfugiés et des enfants de résistants.

### Après la Seconde Guerre
Élu maire d’Autouillet en 1945, il abandonne ses fonctions en 1946.
En 1948, à la demande de Suzanne Aron, il devient le premier directeur de l'École Yabné. L'enseignement juif qui lui est étranger, est dirigé successivement par Simon Blau et le rabbin Adrien Guttel, qui lui succédera à la direction de l'école, après son décès en 1954.
Il meurt le 5 août 1954 au 50 avenue du Roule à Neuilly-sur-Seine, en Île-de-France.

### Œuvres d'Albert Crémieux
- La Révolution de Février. Étude critique. Les journées des 21, 22, 23 et 24 février 1848, Paris, Librairie Édouard Cornély et Cie, coll. « Bibliothèque d’histoire moderne », no 13, 1912[8].
- La censure en 1820 et 1821 sur la presse politique et la résistance libérale, Librairie Édouard Cornély et Cie, coll. « Bibliothèque d’histoire moderne », no 14, 1912
- Daubigny par Jean Laran ; avec la collaboration d'Albert Crémieux , 1923.
- La Révolution de 1848, dans Histoire des révolutions, de Cromwell à Franco, Gallimard, 1938.

### Sources
- Biographie d'Albert Crémieux sur le Maitron Dictionnaire Biographique[9], par Marie-Cécile Bouju[10]
- Un beau visage à tous sens, choix de lettres de Romain Rolland, Cahier Romain Rolland no 17, Albin Michel, 1967.